# Valette Island
Valette Island ist eine kleine Insel im Archipel der Südlichen Orkneyinseln. Sie liegt auf der Westseite zur Einfahrt in die Mill Cove nur rund 20 m vor der Südküste von Laurie Island. Bei einer Länge von 440 m und einer maximalen Breite von 190 m beträgt der Flächengrundriss gut fünf Hektar.
Kartiert und benannt wurde die Insel bei der Scottish National Antarctic Expedition (1902–1904) unter der Leitung des schottischen Polarforschers William Speirs Bruce. Bruce benannte die Insel nach dem argentinischen Meteorologen Lucian Honorio Valette (1880–1957), der 1904 auf der Insel Laurie tätig war.